# Anders Levermann

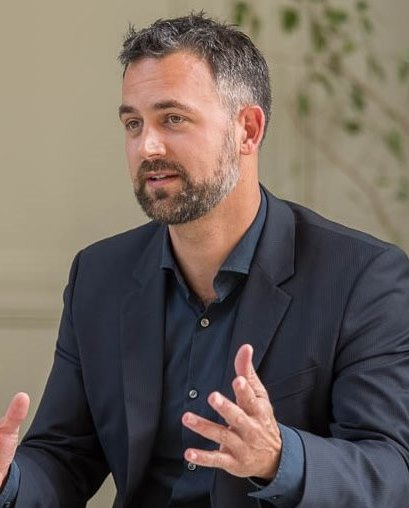
Anders Levermann (2016)

Anders Levermann (* 1973 in Bremerhaven) ist ein deutscher Physiker und Klimawissenschaftler am Potsdam-Institut für Klimafolgenforschung und dem Lamont-Doherty Earth Observatory der Columbia University in New York. Er ist Professor für die Dynamik des Klimasystems am Institut für Physik der Universität Potsdam.

## Biografie
Levermann studierte Physik in Marburg. Nach seinem Vordiplom absolvierte er seinen Zivildienst im psychiatrischen Krankenhaus Givat Shaul in Jerusalem (Israel). Sein Physikstudium schloss er 1999 in Kiel mit einer Arbeit zur Kontrolle räumlich ausgedehnter chaotischer Systeme ab. Seinen Ph.D. erhielt er 2003 vom Weizmann-Institut in Israel in theoretischer Physik, woraufhin er sich der Klimadynamik zuwandte. Seit 2003 forscht er am Potsdam-Institut für Klimafolgenforschung. 2006 trat er zusätzlich eine Juniorprofessur am physikalischen Institut der Universität Potsdam an, wo er seit Oktober 2007 Professor für die Dynamik des Klimasystems ist. 2014 wurde ihm eine Professur an der Columbia University in New York angeboten. Diese lehnte er zwar ab, blieb aber dem Institut als affiliierter Wissenschaftler erhalten.
Seit 2004 ist er Koautor des UN-Weltklimarats (IPCC), der 2007 mit dem Friedensnobelpreis ausgezeichnet wurde. Im fünften Sachstandsbericht des Gremiums war er einer der Leitautoren des Meeresspiegelkapitels. Dieses Kapitel wurde im sechsten Sachstandsbericht erweitert und behandelt jetzt neben dem Meeresspiegel die gesamte Dynamik der Ozeane und der Kryosphäre. Darüber hinaus berät Levermann Vertreter aus Politik und Wirtschaft in Bezug auf Fragen zum Klimawandel.
Zahlreiche Forschungsaufenthalte führten ihn in die USA, nach Indien und China. In seiner Forschung beschäftigt er sich vor allem mit den Kippprozessen im Klimasystem. Zwischen 2012 und 2018 leitete Levermann den Forschungsbereich Nachhaltige Lösungsstrategien des Potsdam-Instituts für Klimafolgenforschung zusammen mit PIK-Chefökonom Ottmar Edenhofer. Dort beschäftigt er sich mit Anpassungsstrategien für das globale Versorgungsnetz. In einem Artikel in der Fachzeitschrift Nature schlug er ein Informationssystem vor, das die Versorgungsströme der Welt abbildet, öffentlich zugänglich ist und damit eine Anpassung des Versorgungsnetzes induziert. Seit Januar 2019 leitet er den Bereich Komplexitätsforschung am Potsdam-Institut.
Levermann wies im August 2020 auf die Dringlichkeit der Klimakrise und die Notwendigkeit zum Übergang zu einem vollständig emissionsfreien Wirtschaftssystem hin. Er sagte einmal: „Als ich angefangen habe zu forschen, waren wir bei 0,6 Grad Erwärmung, mittlerweile sind [es] zwischen 1,1 und 1,2 Grad. Dass wir selbst in den reichen Ländern so wenig geschafft haben, ist wirklich ein bisschen deprimierend.“ In einem Gastartikel der FAZ betonte Levermann im Juli 2021, Nachhaltigkeit müsse „Fortschritt sein, nicht Rückschritt, wenn sie den Menschen dienen soll“. Er zog einen Vergleich zur Erforschung des Chaos, mit einem unendlichen Wachstum in endlichem Raum. Als Denkmodell verwies er auf das mathematische Prinzip der Faltung als ein durch Grenzen bedingtes „Wachstum in die Vielfalt“ anstelle einer Expansion in die Unendlichkeit. Die Endlichkeit von Ressourcen und anderen Dingen sei als Grundprinzip anzusehen: Ein Wachstum in die Vielfalt könne man erreichen, indem man „eine Knappheit generiert, die zu Innovation führt, wenn man sie lässt“ – „etwas flapsig in der Sprache der Ökonomie: Knappheiten machen kreativ“. Als Beispiel nannte er eine Entkopplung von Wachstum und Emissionen im Rahmen des Emissionshandels. Als weiteres Beispiel führte er an, dass man die Größe von Unternehmen im Sinne des Primats der Politik über die Wirtschaft als Teil der Wirtschaftsdynamik, etwa durch steuerliche Regelungen, regulieren könne und dann nicht auf Einzelentscheidungen im Rahmen des Kartellrechts zurückzugreifen brauche.
Zusammen mit Maximilian Kotz and Leonie Wenz veröffentlichte er im April 2024  in Nature eine vielbeachtete Abschätzung zu den ökonomischen Kosten des Klimawandels.
Seit 2017 ist er Herausgeber der wissenschaftlichen Fachzeitschrift Earth System Dynamics. Er hat mehr als 150 wissenschaftliche Publikationen verfasst. Sein h-Index beträgt 50 im Web of Science mit Stand Dezember 2024. In den Jahren 2020 und 2022 waren seine Studien die Titelgeschichten der Fachzeitschrift Nature.
Anders Levermann ist seit 2017 verheiratet mit der Schauspielerin Christiane Paul.

## Veröffentlichungen (Auswahl)

### Bücher
- Anders Levermann: Die Faltung der Welt. Wie die Wissenschaft helfen kann, dem Wachstumsdilemma und der Klimakrise zu entkommen, Berlin: Ullstein 2023, ISBN 978-3-550-20212-4.

### Journalbeiträge
- Maximilian Kotz, Anders Levermann & Leonie Wenz: The economic commitment of climate change. In: Nature. Band 628, 2024, S. 551–557, doi:10.1038/s41586-024-07219-0.
- Kotz et al.: The effect of rainfall changes on economic production. In: Nature. Band 501, 2022, S. 223–227, doi:10.1038/s41586-021-04283-8.
- Garbe et al.: The hysteresis of the Antarctic Ice Sheet. In: Nature. Band 585, 2020, S. 538–544, doi:10.1038/s41586-020-2727-5.
- Glanemann et al.: Paris Climate Agreement passes the cost-benefit test. In: Nature Communications. Band 11, 2020, doi:10.1038/s41467-019-13961-1.
- Carl Schleussner et al.: Science and policy characteristics of the Paris Agreement temperature goal. In: Nature Climate Change. Band 6, 2016, S. 827–835, doi:10.1038/nclimate3096.
- Peter U. Clark et al.: Consequences of twenty-first-century policy for multi-millennial climate and sea-level change. In: Nature Climate Change. Band 6, 2016, S. 360–369, doi:10.1038/NCLIMATE2923 (pik-potsdam.de (Memento vom 2. Juni 2016 im Internet Archive) [PDF; 4,4 MB]).
- Marzeion & Levermann; Loss of Cultural World Heritage and currently inhabited places to sea-level rise; Environmental Research Letters, 9 (2014), 034001. doi:10.1088/1748-9326/9/3/034001
- Levermann et al; The multi-millennial sea-level commitment of global warming; Proceedings of the National Academy of Sciences 110 (2013), 13745–13750, doi:10.1073/pnas.1219414110
- Levermann et al.; Potential climatic transitions with profound impact on Europe – Review of the current state of six ‘tipping elements of the climate system’, Climatic Change 110 (2012), 845-878. doi:10.1007/s10584-011-0126-5
- Levermann & Born; Bistability of the Atlantic subpolar gyre in a coarse resolution climate model; Geophysical Research Letters, 34 (2007), L24605, doi:10.1029/2007GL031732